# Symphytognatha picta
Symphytognatha picta är en spindelart som beskrevs av Harvey 1992. Symphytognatha picta ingår i släktet Symphytognatha och familjen Symphytognathidae.
Artens utbredningsområde är Western Australia. Inga underarter finns listade i Catalogue of Life.